# John Ryan (judoka)
John Ryan es un deportista británico que compitió en judo. Ganó tres medallas de bronce en el Campeonato Europeo de Judo en los años 1961 y 1962.

## Palmarés internacional
| Campeonato Europeo | Campeonato Europeo | Campeonato Europeo | Campeonato Europeo |
| Año                | Lugar              | Medalla            | Categoría          |
| ------------------ | ------------------ | ------------------ | ------------------ |
| 1961               | Milán (Italia)     | Medalla de bronce  | Abierta            |
| 1961               | Milán (Italia)     | Medalla de bronce  | 3.er dan           |
| 1962               | Essen (RFA)        | Medalla de bronce  | 3.er dan (A)       |